# Седжвик, Эйлин
Эйлин Седжвик (англ. Eileen Sedgwick; 17 октября 1898 — 15 марта 1991) — американская актриса немого кино. За время своей пятнадцатилетней карьеры снялась в 115 фильмах. С началом эры звукового кино прекратила сниматься. Сестра режиссёра Эдварда Седжвика и актрисы Джози Седжвик. Умерла в возрасте 92 лет от пневмонии. Похоронена на Кладбище Святого креста (Калвер-Сити), рядом с сестрой и братом.

## Избранная фильмография
- 1918 — Приманка в цирке / Lure of the Circus
- 1919 — / The Great Radium Mystery
- 1921 — / The Diamond Queen
- 1921 — / Terror Trail
- 1923 — / In the Days of Daniel Boone
- 1923 — / Beasts of Paradise
- 1924 — / The Riddle Rider
- 1925 — / The Fighting Ranger
- 1926 — / The Winking Idol
- 1926 — / Strings of Steel
- 1928 — / The Vanishing West
- 1930 — / The Jade Box